# Războiul Ruso-Georgian
Războiul Ruso Georgian, cunoscut și ca Invazia Rusiei a Georgiei era un conflict armat dintre Georgia și Rusia (În plus cu regiunile ne-recunoscute oficial Osetia de Sud și Abhazia, în suportul Rusiei pentru a fi recunoscute). Luptele s-au desfășurat în regiunea Caucaziei de Sud, fiind recunoscută ca primul conflict major din Europa din secolul 21.

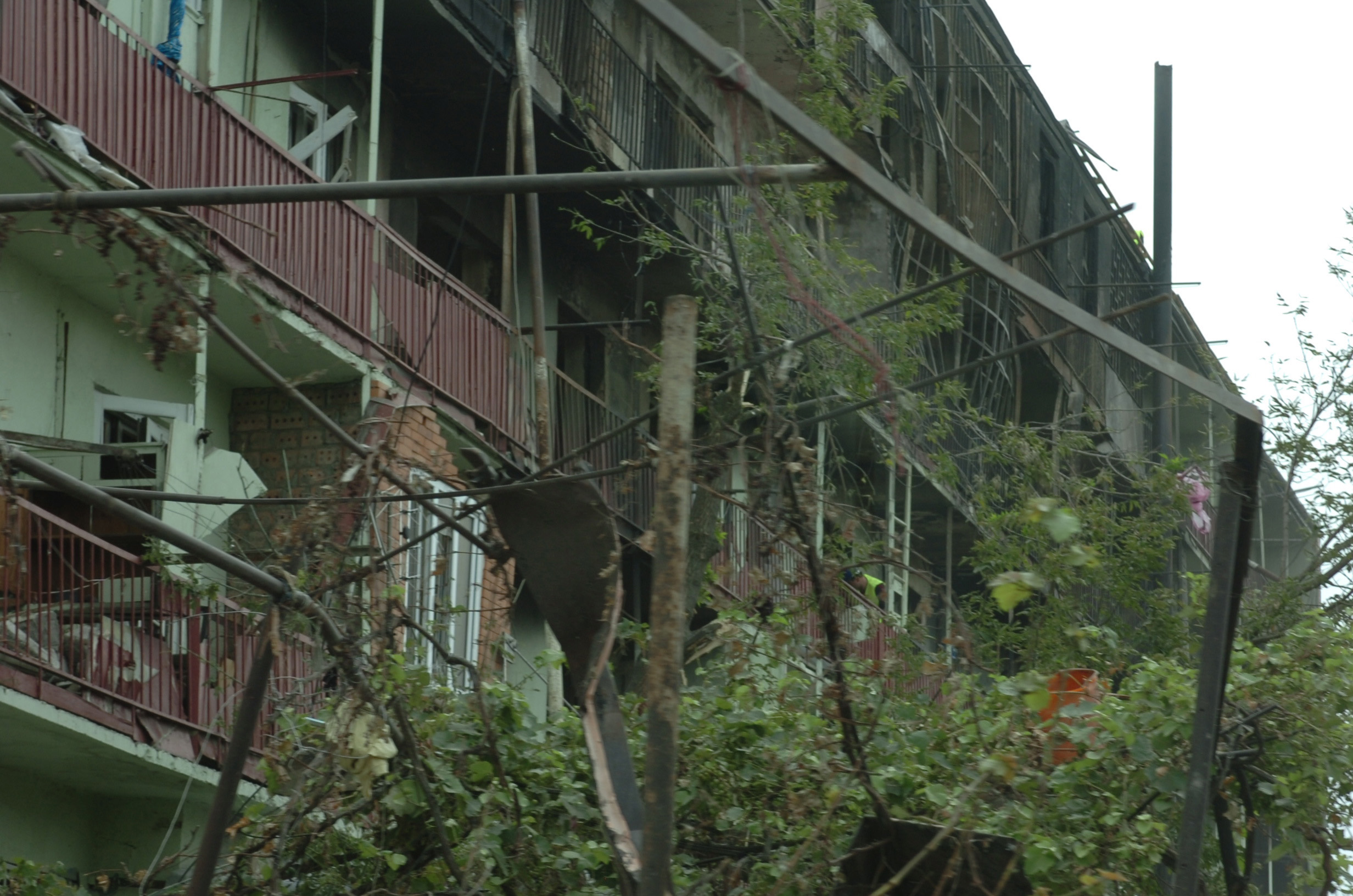
Ruinele unui bloc de locuințe, ars într-un incendiu din Gori

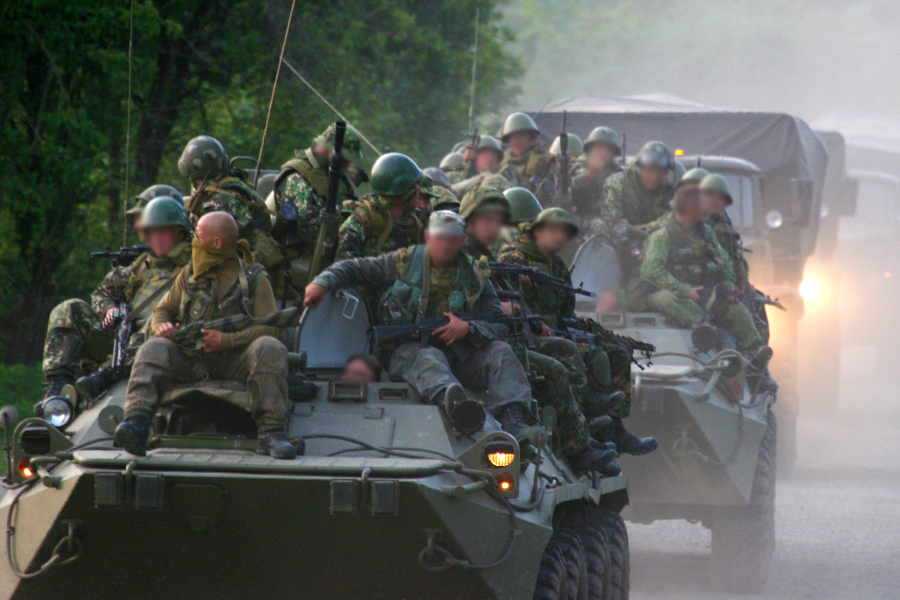
Forțe rusești transportate în Osetia de Sud

Georgia și-a declarat independența fată de Uniunea Sovietică în 1991, ci și-a axat viitorul spre intrarea statului nou-format în Uniunea Europeană. Încetul cu încetul, relațiile diplomatice dintre Georgia și Rusia a început să se deterioreze sever, ajungând la o criză diplomatică în Aprilie 2003.
Pe 1 august 2008, forțele sud-osetene susținute de Rusia au început să bombardeze satele georgiene cu artilerie, cu un răspuns sporadic din partea forțelor de menținere a păcii georgiene din zonă. Intensificarea atacurilor de artilerie ale separatiștilor sud-oseteni a încălcat un acord de încetare a focului din 1992. Pentru a pune capăt acestor atacuri, unități ale armatei georgiene au fost trimise în zona de conflict din Osetia de Sud pe 7 august și au preluat controlul asupra majorității orașului Țhinvali și o bastionă separatistă, în câteva ore. Înainte de răspunsul Georgian din 7 August, forțe rusești au traversat granița prin tunelul Roki.
Rusia a acuzat în mod fals Georgia de comiterea unui „genocid” și „agresiune împotriva Osetiei de Sud” – și a lansat o invazie terestră, aeriană și maritimă la scară largă a Georgiei, inclusiv a teritoriului său necontestat, pe 8 august, numind-o o operațiune de „impunere a păcii”. Forțele rusești și separatiste au luptat împotriva trupelor georgiene în Osetia de Sud și în jurul acesteia timp de câteva zile, până când forțele georgiene s-au retras. Forțele rusești și abhaze au deschis un al doilea front atacând Cheile Kodori deținute de Georgia, în timp ce forțele navale rusești au blocat o parte din coasta georgiană a Mării Negre. Forțele aeriene ruse au atacat ținte civile atât în interiorul, cât și în afara zonei de conflict. Acesta a fost primul război din istorie în care războiul cibernetic a coincis cu acțiuni militare. De asemenea, s-a purtat un război informațional în timpul și după conflict. Nicolas Sarkozy, președintele Franței, a negociat personal un acord de încetare a focului pe 12 august. 
Forțele rusești au ocupat temporar orașele georgiene Zugdidi, Senaki, Poti și Gori, menținând aceste zone și după încetarea focului. Oseții de sud au distrus majoritatea satelor etnice georgiene din Osetia de Sud și au fost responsabili pentru o epurare etnică a georgienilor din regiune. Rusia a recunoscut independența Abhaziei și Osetiei de Sud față de Georgia pe 26 august, iar guvernul georgian a rupt relațiile diplomatice cu Rusia. Rusia și-a finalizat în mare parte retragerea trupelor din părțile necontestate ale Georgiei pe 8 octombrie. Relațiile internaționale ale Rusiei au rămas în mare parte neafectate. Războiul a strămutat 192.000 de persoane. În timp ce mulți s-au întors acasă după război, 20.272 de persoane, majoritatea etnici georgieni, au rămas strămutate în 2014. În 2021, Curtea Europeană a Drepturilor Omului a decis că Rusia a menținut „controlul direct” asupra regiunilor separatiste și a fost responsabilă pentru gravele abuzuri ale drepturilor omului care au avut loc acolo. În 2022, Curtea Penală Internațională a emis mandate de arestare pentru trei cetățeni ruși din cauza crimelor de război împotriva etnicilor georgieni în timpul conflictului.